# Milford (Connecticut)
Milford è un comune degli Stati Uniti d'America, della Contea di New Haven nello Stato del Connecticut. La popolazione è di 55 021 abitanti secondo una stima del 2006. Il comune comprende il borough di Woodmont e il villaggio di Devon.